# Chrysiridia rhipheus
Chrysiridia rhipheus (denominada popularmente, em inglês, de Sunset moth e, em português, de Rainha-de-Madagáscar) é uma mariposa, ou traça, diurna da família Uraniidae, encontrada na região afro-tropical e endêmica da ilha de Madagáscar, no sudeste da África. Foi classificada por Dru Drury, com a denominação de Papilio rhipheus, em 1773. Suas lagartas se alimentam de plantas da família Euphorbiaceae e gênero Omphalea, que são tóxicas para a maioria dos animais. Esta espécie é, muitas vezes, considerada a mariposa mais bonita do mundo.

## Descrição
Chrysiridia rhipheus (outrora conhecida por Urania ripheus, Urania madagascariensis ou Chrysiridia madagascariensis) possui asas com envergadura máxima de 7 a 10 centímetros, podendo chegar a até 11 centímetros, sem grande dimorfismo sexual entre macho e fêmea. Possui, vista por cima, tom geral enegrecido, com manchas esverdeadas e brilhantes atravessando e pontuando suas asas anteriores. Nas asas posteriores a tonalidade tende para o azul-celeste, bem pálido, com uma característica área, em sua metade inferior, contendo uma mancha com tonalidades em amarelo, vermelho, laranja, cor-de-rosa e púrpura, podendo ser avistados três prolongamentos franjados e desenvolvidos como caudas, de margem branca, nesta área, e três menores logo acima. O lado de baixo apresenta coloração similar à das asas posteriores do animal quando visto por cima e sua mancha de cores quentes, nas asas posteriores, é mais extensa, não apresentando uma forte tonalidade púrpura. As variações nos padrões de coloração são comuns e, muitas vezes, ela é parcialmente assimétrica. Um dos fatores que causam isto é o choque térmico durante o estágio pupal. Embora brilhantemente adornada essa mariposa não possui pigmentação, com suas cores se originando de uma interferência óptica.

Vista superior (à esquerda) e inferior (à direita) de C. rhipheus, a Rainha-de-Madagáscar.
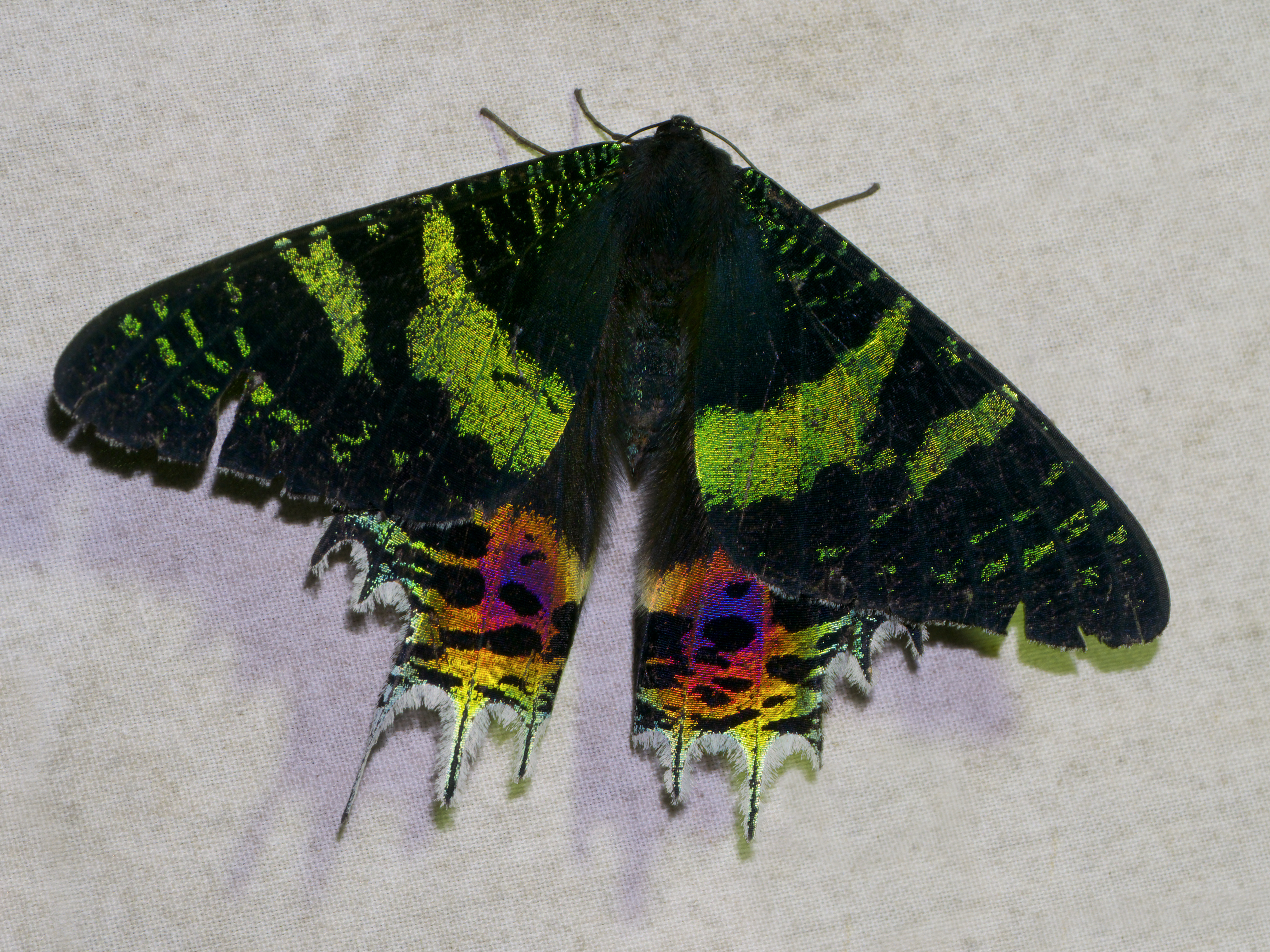
C. rhipheus pousada, com suas asas assumindo a típica posição de uma mariposa, ou traça.

## Hábitos, planta-alimento, lagarta e casulo
As mariposas são avistadas visitando flores, demonstrando uma forte preferência pelas de tonalidade branca, das quais se alimentam do néctar. Voam ao longo do ano na maior parte da ilha, com picos de população entre março e agosto e, em menor densidade, entre outubro e dezembro. As fêmeas colocam cerca de 80 ovos sob as folhas de Omphalea. Suas lagartas são branco-amareladas, com manchas pretas e pés alaranjados, sendo cobertas por negros prolongamentos filiformes e engrossados em suas pontas. A seda gerada a partir de sua boca ajuda as lagartas a segurar as folhas, e subir de volta para a planta, quando elas caem. Depois de completar quatro ínstars, as lagartas tecem seu casulo. O estágio pupal dura de 17 a 23 dias. Este é o único herbívoro especialista nas quatro espécies de Omphalea em Madagáscar, cujas plantas são tóxicas e têm suas toxinas expropriadas pelas lagartas e retidas em seus estágios pupal e adulto. Milhares destas mariposas costumam migrar entre as florestas oriental e ocidental de suas plantas hospedeiras.
Elas podem ser encontradas em quase todos os lugares de Madagáscar, exceto no sudoeste e extremo sul, no clima subdesértico de Androy, onde suas plantas hospedeiras estão ausentes. Indivíduos migram das três espécies da floresta decídua seca do oeste (Omphalea ankaranensis, O. occidentalis e O. palmata) para a espécie da floresta tropical oriental (Omphalea oppositifolia). As espécies ocidentais estão, em grande parte, em áreas protegidas. A espécie oriental, por outro lado, é maioritariamente desprotegida, em populações amplamente dispersas e ameaçadas pelo desmatamento. Sendo a única espécie perene, O. oppositifolia é provavelmente crucial para a sobrevivência de Chrysiridia rhipheus. Suas larvas desfolham toda a planta, e até mesmo comem suas flores e frutos; portanto, produzem um impacto negativo considerável sobre a reprodução e sobrevivência de mudas.

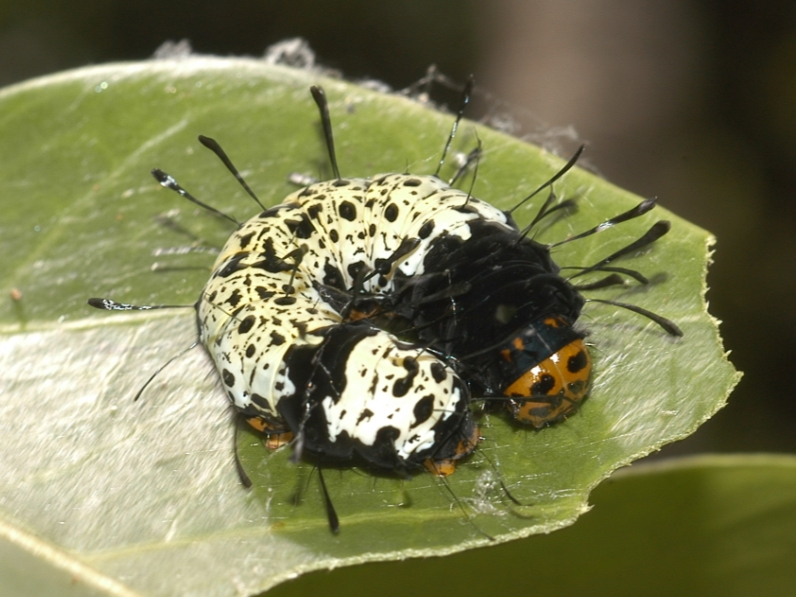
Lagarta de C. rhipheus, sobre uma folha de Omphalea oppositifolia.
Distribuição das quatro espécies de Omphalea de Madagáscar.

## Descrição e procedência
Chrysiridia rhipheus foi inicialmente colocada dentro do gênero Papilio pelo entomologista britânico Dru Dury, em 1773, por considerá-la uma espécie de borboleta. Ele recebeu seu espécime do capitão May, de Hammersmith, que não revelou a localidade tipo de sua coleta. Posteriormente o entomologista Jakob Hübner a descreveu como Chrysiridia riphearia, em 1823, e seu exemplar foi erroneamente citado como proveniente da Índia (com a possível confusão inicial de que ela fosse proveniente da China, segundo Drury, ou de Bengala). Também porque Drury descreveu seu espécime como tendo antenas de borboleta e sendo desprovido de caudas, William Swainson pensou que era uma espécie diferente daquela do espécime completo, descrito por Cramer em seu livro Uitlandsche Kapellen. Swainson nomeou a possível borboleta como Papilio dasycephalus, em 1883, e a mariposa com a denominação de Leilus orientalis.

## Nomenclatura local
Os nativos malgaxes chamam esta mariposa de Adriandolo ou Lolonandriana, de lolo ("espírito" ou "borboleta") e andriana ("nobre" ou "rei"), significando, portanto, "borboleta nobre", "espírito nobre", "borboleta do rei" ou "espírito do rei".

## GêneroChrysiridia
O gênero Chrysiridia se alimenta apenas de plantas de Omphalea, em seu estágio larval, e não é monotípico; contendo as espécies Chrysiridia croesus (Gerstaecker, 1871 - proveniente de Zanzibar), Chrysiridia prometheus (Drapiez, 1819 - proveniente de Santa Helena) e Chrysiridia rhipheus. Elas são proximamente relacionadas com o gênero Urania de mariposas sul-americanas, cuja alimentação também consiste em plantas do gênero Omphalea.